# Tirfor (Basketballspielerin)
Tirfor (Vorname unbekannt) ist eine ehemalige Schweizer Basketballspielerin.

## Karriere
Tirfor nahm mit der Schweizer Basketballnationalmannschaft der Damen an der dritten Europameisterschaft 1952 im sowjetischen Moskau teil. In den Spielen gegen Polen (22:40), die DDR (53:8), die Sowjetunion (12:104), Österreich (34:25) und Frankreich (31:46) erzielte die Schweizerin zwölf Punkte. Gegen Österreich (7 Punkte) überzeugte Tirfor als erfolgreichste Werferin des Teams.